# Armando Rascón Salmón
Armando Rascón Salmón' (7 de marzo de 1934, Chihuahua México-14 de mayo de 2007, Ciudad de México) fue un locutor de radio de México.

## Biografía
Una de las voces clásicas de la radiodifusión mexicana, perteneciente al decano de la locución en México, fue la voz distintiva de la radiodifusora Radio 620 durante 50 años, profesional hasta su muerte, se convirtió en una de las personalidades inolvidables del mundo de la comunicación.
Este locutor nació en el estado mexicano de Chihuahua, el 7 de marzo de 1934, fue el séptimo de los hijos de Carlos Rascón y Soledad Salmón, desde temprana edad manifestó un especial interés en la incipiente radiodifusión que se consolidaba durante su infancia. A la escasa edad de 10 años mientras cursaba la escuela primaria estableció contacto con el mundo de la radiodifusión ya que al salir de la escuela visitaba frecuentemente una radiodifusora local de su estado natal, quedando cautivado por lo que sería su gran pasión, la locución. Tiempo después su participación fue cada vez más frecuente al emplearse como anunciador de comerciales. Su inicio como locutor formal se dio en el año de 1949 cuando, recién llegado a la Ciudad de México, y debido al especial timbre de su voz impresionó al director de la emisora «El fonógrafo» (XERC) logrando ser incorporado a la radiodifusora en donde permaneció por espacio aproximado de 9 años a los cuales fue solicitado por la radiodifusora Radio 620 en el año de 1957, en aquel entonces ya la estación tenía un perfil musical y su lema era «la emisora de la juventud» y que recién había cambiado su formato al género musical y además había enriquecido su acervo fonográfico con material procedente de «Radio Mil» (XEOY-AM).
Integrado ya a la plantilla de locutores, inició labores en sus estudios ubicados en aquel entonces en la calle de Balderas en el centro histórico de la Ciudad de México, consiguiendo fama y reconocimiento del radioescucha capitalino, manteniéndose en el gusto del público. Durante su larga trayectoria como comunicador compartió micrófonos con: Raúl Paniahua, Fernando Balderas, Manuel Guillén, Jaime Hernández Martínez, Luis Gerardo Zavala, FG, Silvestre Razo, Enrique Ponce de León.
Rascón Salmón logró entrevistas con personalidades del espectáculo y del mundo musical nacional e internacional, quienes dejaron en los archivos fotográficos de la emisora testimonio de su paso por los estudios, entre otros el grupo músico vocal The Platters, Frank Sinatra, Marilyn Monroe, etc.

## Familia
El 10 de diciembre de 1975 contrajo matrimonio con Guadalupe Mercado Rodríguez, en su boda fueron testigos sus grandes amigos el actor David Lama y el locutor Silvestre Raso. Lamentablemte la pareja nunca pudo tener hijos, pero la pareja siempre tuvo un cariño muy especial por un sobrino nieto de nombre Daniel Arturo, el cual estuvo muy cerca durante toda la vida del locutor.
El matrimonio fue muy feliz hasta que el 24 de febrero de 1986, falleció su querida esposa, por complicaciones de una enfermedad del hígado. Este golpe fue muy duro para Armando y pasó mucho tiempo para que se pudiera recuperar.
Finalmente el destino, por el año de 1987, le brindó la oportunidad a Armando de volver a conocer una pareja y de rehacer su vida con Luz María González Angulo, con quien vivió y compartió una larga relación de casi 20 años, que fue interrumpida por el fallecimiento del laureado locutor.
Además de su esposa, su pareja y su sobrino, Armando tuvo dos grandes compañeras en su vida, sus hermanas Hortencia y Consuelo (Tencha y Chelo que se les decía de cariño), ya que a pesar de haber sido 7 hermanos, es indudable que ellas dos fueron las más cercanas, influyentes e importantes en la vida del querido locutor.
Armando tenía un cariño muy especial por Tencha, ya que la consideraba sin lugar a dudas como una segunda madre, ya que cuando él nació, Hortencia era una adolescente que para ayudar a sus padres cuidaba del pequeño Armando.
El contacto y la comunicación entre los hermanos era diaria, vivían a solo una cuadra de distancia, y era sabido por su círculo personal de amistades y allegados, que si querían que un recado llegara rápidamente era a través de sus hermanas.
Consuelo fue la primera de las 2 en abandonar este mundo y fue por complicaciones de un cáncer en el páncreas, al que combatió valiente e íntegramente durante 5 años.
Hortencia le siguió 5 años después en el 2006, presa de una depresión, por la pérdida de su hermana y por complicaciones propias de la edad.
Tanto Luz María Y Daniel (pareja y sobrino), coinciden en que la pérdida de Tencha, fue el detonante de las enfermedades de Armando, y era obvio pues se le veía triste y pensativo, por la pérdida de sus queridas hermanas.

## Los cambios
Al transcurrir de los años Don Armando se mantuvo vigente al frente de los micrófonos, testigo de modas musicales y eventos sociales, su voz se había consolidado como el sello distintivo de 620. Pero hacia 1993 la radiodifusora se integró a la Cadena RASA (Radiodifusoras Asociadas) iniciándose con ello algunos cambios que ya a finales de la década de los 90 dieron un cambio al formato en la programación, algo que no acabó de agradar a los radioescuchas asiduos de la estación. Y que terminó por limitar los espacios musicales a un formato de 30 minutos dentro de los cuales se intercalaron segmentos de las emisiones que ya tenían una fama legendaria entre los escuchas capitalinos.

### Fallecimiento
Solamente su pareja Luz María González, su sobrino nieto Daniel Arturo y algunas amistades cercanas, estaban enteradas de que se le había diagnosticado condrosarcoma, y estaba en tratamiento en el Centro Médico siglo XXI, con medicamentos como zometa.
Uno de los segmentos conducidos recientemente por Rascón fue el programa «El catálogo de oro de radio 620» y fue precisamente el día 14 de mayo del 2007, cuando, en espera para entrar al aire a su programa, este destacado personaje de la radiodifusión mexicana sufrió un paro cardíaco que puso fin a su vida. Fue velado en un anfiteatro del IMSS, al cual asistieron gran cantidad de amigos y público radioescucha, al día siguiente y después de una misa de cuerpo presente fue cremado en la agencia funeraria García López.
En contra de sus deseos (de que sus restos fueran esparcidos en la bahía de Acapulco), su hermano Enrique Rascón decidió enterrar sus restos en la tumba de sus padres, en el cementerio Jardines del recuerdo.

## Emisiones en las cuales participó
Algunos de los programas que hicieron historia y en los cuales Rascón tuvo una participación activa fueron:
- Las que llegaron al hit parade
- El directorio de la música que llegó para quedarse
- Personalidad
- Café Concierto
- Es tiempo de bailar
- Instrumentales 620
- El catálogo de oro de radio 620
- Reunión de etiqueta
- Aquí... Las Vegas
- El Sonido de las Grandes Bandas
- Pláticas del Sábado con Gente Grande
- Medicina Ortomolecular

## Frases comunes de Armando Rascón
- Esta vida es un tango, y se baila entre 2.
- En la madre dijo el puma, y siguió bailando.
- Para mí que todos los políticos son ojetes!
- Ayy chilar te vas a helar!
- Woorale.
- Regaladas hasta las puñaladas, no más que no sean muy profundas…
- Ah que la Chin... ya van a empezar otra vez de «cuervos»…
- Pues digamos a eso se le llama «metichismo»…
- Estoy muy frío de mis manos porque soy HELADO madrino…
- Al aire: «Fue la versión de… (artista)  al tema de… (nombre de la canción)…»

## Trivia
- El legendario grupo mexicano Los Locos del Ritmo hicieron sus primeras presentaciones en vivo en Radio 620 a finales de los años 50 (1958); el programa se titulaba «20 minutos con Pepe y sus Locos», y se transmitía los domingos a las 21:00.
- Pocos saben que quizá la voz del joven Rascon era la que se llegó a escuchar en la entrada del programa de TV "Orfeon a Go Go" de Televicentro en los años sesenta.
- Álex Lora, personalidad musical mexicana, parafraseó el lema de 620 en una de sus canciones.
- La frase «La música que llegó para quedarse» se ha usado de manera jocosa para referirse a las suegras, en el lenguaje figurado mexicano.
- En su etapa como anunciador de comerciales, logró celebridad al lado de la actriz Pura Córdova al prestar su voz para el comercial de Rompope Santa Clara.
- Los muy allegados le agregaban el sobrenombre de Cabecita de Algodón.
- "Shaba daba du" , así parafraseaba el señor Rascon a Frank Sinatra en la canción "Strangers in the night"
- Radio 620 cesó con la muerte de Armando Rascón Salmón.